# Aeroportul Boma
Aeroportul Boma (IATA: BOA, ICAO: FZAJ) este un aeroport din Provincia Kongo Central, Republica Democratică Congo ce deservește zona Boma. A fost numit după zona deservită.
Situat la o altitudine de 8 m, aeroportul dispune de o singură pistă.